# Mustaschvireo
Mustaschvireo (Vireo altiloquus) är en fågel i familjen vireor inom ordningen tättingar. Den förekommer huvudsakligen i Västindien.

## Utseende och läten
Mustaschvireon är en rätt stor (15-16 cm) vireo med en lång, krokförsedd näbb. Ovansidan är olivbrun, undersidan vitare. På huvudet syns grå till brunaktig hjässa, vitt ögonbrynsstreck och ett sotfärgat ögonstreck. Diagnostiskt är ett tunt svart streck på sidan av strupen, men detta kan vara svårt att se. Fågeln är mycket lik rödögd vireo, men har längre näbb, brunare ovansida, mindre kontrastrik huvudteckning. Lätet är ett kattlikt jamande, "myaah", medan sången består av en uppbruten serie glidande toner med tydliga pauser emellan. Varje serie avslutas antingen uppåt- eller nedåtgående, som om fågeln ställer en fråga och sen besvarar den, om och om igen.

## Utbredning och systematik
Mustaschvireo delas in i sex underarter med följande utbredning:
- Vireo altiloquus barbatulus – häckar i kustnära södra Florida, Bahamas, Kuba och Caymanöarna; övervintrar i nordcentrala Brasilien
- Vireo altiloquus altiloquus – förekommer i Stora Antillerna utom på Kuba och Caymanöarna; flyttar vintertid mot norra Sydamerika
- Vireo altiloquus barbadensis – förekommer i Små Antillerna från Saint Croix till Barbados
- Vireo altiloquus bonairensis – förekommer i Nederländska Antillerna (Aruba, Curaçao och Bonaire) och på Isla Margarita
- Vireo altiloquus grandior – förekommer på Isla de Providencia och Isla de Santa Catalina i västra Karibiska havet
- Vireo altiloquus canescens – förekommer i Isla San Andrés i västra Karibiska havet

Den har även observerats i Storbritannien, men det har bedömts sannolikt att den inte nått dit på naturlig väg.

## Status och hot
Arten har ett stort utbredningsområde och en stor population med okänd utveckling. Utifrån dessa kriterier kategoriserar IUCN arten som livskraftig (LC).